# Kazimierówka (Chełm)
Pour les articles homonymes, voir Kazimierówka.
Kazimierówka (prononciation : [kaʑimjɛˈrufka]) est un village polonais de la gmina de Żmudź dans le powiat de Chełm de la voïvodie de Lublin dans l'est de la Pologne.
Il se situe à environ 10 kilomètres au nord-est de Żmudź (siège de la gmina), 23 kilomètres au sud-est de Chełm (siège du powiat) et 87 kilomètres à l'est de Lublin (capitale de la voïvodie).
Le village compte approximativement une population de 50 habitants.

## Histoire
De 1975 à 1998, le village est attaché administrativement à la voïvodie de Chełm.

Depuis 1999, il fait partie de la voïvodie de Lublin.